# 井上公造
井上 公造（いのうえ こうぞう、1956年〈昭和31年〉12月30日 - ）は、日本の元芸能リポーター。
元雑誌編集長、元スポーツ新聞記者。

## 来歴
福岡県福岡市中央区生まれ。西南学院高等学校、西南学院大学商学部卒業。大学卒業後は、マスコミ関連企業への就職活動をしたが叶わず、明治屋に就職。半年で退社し、フリーターなどを経て、明太子メーカー「鳴海屋」に再就職した。鳴海屋東京支社に転勤となり上京。その後、飲みに行った際に竹書房社員と知り合ったのをきっかけに、同社の契約社員となる。編集長になったのち退職し、産経新聞に中途入社。サンケイスポーツ文化社会部記者となる。野球を担当していたこともある。
1986年、30歳の時に芸能リポーターである梨元勝にスカウトされ、「株式会社オフィス梨元」入りし、芸能リポーターに転身。『モーニングショー』、『やじうまワイド』（テレビ朝日）などにレギュラー出演。
その後、独立し、1998年11月13日に「有限会社メディアボックス」を設立。2003年7月に株式会社に改組し、社名を「株式会社KOZOクリエイターズ」に変更。
2022年3月に芸能リポーターを引退。取材を通して足繁く通ったハワイと日本の二拠点生活を送っている。事務所経営は継続している。

## 人物・エピソード
- 芸能人が活躍するから芸能リポーターも生きていけるというスタンスから時には徹底的に追及することを控え、芸能人とコミュニケーションを取ることも必要と考える。
- 年末年始には、芸能人が多く訪れるハワイのダニエル・K・イノウエ国際空港（ホノルル国際空港）で張り込み取材を行うのが恒例となっており自身もサンケイスポーツ在籍時の28歳の時から行い続けている[2]。しかし、ハワイを取材する芸能リポーターが減り、テレビ局では芸能リポーターとしては自身のみと語っている[3]。2012年12月31日には、自身がレギュラー出演している『スッキリ!!』の裏番組である、『情報満載ライブショー モーニングバード!』（テレビ朝日）に取材先のハワイからゲスト出演した[4][5]。
- 芸能界の裏ネタは豊富であるが、杉田かおるネタに関しては、井上が杉田の元夫である鮎川純太の遠い親戚ということが分かり、本人も驚いた経緯がある。
- 中学時代から九州朝日放送（KBC）でナイターオフ番組の制作アルバイトをして、番組にも週1回レギュラーとして出演していた過去もある。
- シンガーソングライターの長渕剛とは、大学時代のバイト仲間だった。
- 熱狂的な野球ファンであり、産経新聞入社理由も大好きな野球取材に携われるという理由からである。芸能リポーターへ転身してからもプロ野球の春季キャンプには必ず訪れていた。
- 活動は東京、大阪、福岡など全国各地に及ぶが大阪のテレビ番組に出演する機会が多かった。
- 1994年、田原俊彦が長女誕生記者会見の際に発した「僕はビッグ」発言の際、田原を批判した。
- 1995年、山田邦子の不倫報道が出た時、本人に直撃取材して激怒され、「お前もてないだろう」「バカじゃないの」と罵倒されたことがある[6]。
- 1998年、安全地帯の玉置浩二が薬師丸ひろ子と離婚したとき、玉置の会見で本人を直撃。離婚の話題を質問しようとすると、ごまかそうとおちゃらけた玉置にキスされてしまったというハプニングがある。
- 2004年、チェッカーズの確執騒動では、高杢禎彦・鶴久政治擁護派につき、藤井フミヤサイドを批判。ただし、これにはチェッカーズファン（特に高杢・鶴久に批判的な面々）から敵視されることもあった。
- 2007年6月、ナインティナイン矢部浩之の破局会見では、『スッキリ!!』代表として参加。もともとテレビ『めちゃ2イケてるッ!』の収録を兼ねた会見であり、また、会見では矢部側として参加していた加藤浩次が司会を務める番組の代表という縁から、わざと冷たくあしらうというコントを岡村隆史が仕掛け、それに意図したとおりに対応してくれたということでナイナイからは評価が上がった。逆に、以前懇意にしていた前田忠明は場の空気を読まない言動で、ナイナイは「東京のお父さんは前忠ではなく、これからは井上さんです」とラジオで語った[7]。
- ゴルフ好きでも知られ、藤田さいき（女子プロゴルファー）と共にCS放送でレッスン番組を持っていた[8]。

## 出演していた番組

### 過去

#### テレビ
- ザ!情報ツウ（日本テレビ）
- レッツ!（日本テレビ）
- わいど!ABC（朝日放送）
- ムーブ!（朝日放送）
- 公造のいえ（朝日放送）
- 公造とアナアナ（朝日放送）
- 週刊えみぃSHOW（読売テレビ）
- おめざめワイド（中京テレビ）
- せめて今夜だけは（RKB毎日放送）
- 朝ドキッ!九州5:55（福岡放送）
- ナンボDEなんぼ（関西テレビ）
- ぴーかんテレビ（東海テレビ）
- NEWSゆう+（朝日放送） - 金曜
- ワイドナショー（フジテレビ）※芸能担当
- おはよう朝日です（朝日放送テレビ）（1996年4月5日 - 2022年3月25日、金曜日コメンテーター）
- 情報ライブ ミヤネ屋（読売テレビ）（2009年3月30日-2022年3月31日）
- スッキリ（日本テレビ）
- キャスト（朝日放送テレビ） - 金曜日コメンテーター
- 今田耕司のネタバレMTG（読売テレビ）
- 上沼・高田のクギズケ（読売テレビ・中京テレビ）
- キャッチ!（中京テレビ）
- アサデス。（九州朝日放送）
- 藤田さいき・井上公造のゴルフエッセンス（スカイ・A）

ドラマ
- 愛の流刑地（日本テレビ）
- 松本清張ドラマスペシャル・霧の旗（日本テレビ）
- 松本清張スペシャル・指（日本テレビ）
- 黒い十人の女 第3話（読売テレビ）

#### ラジオ
- オレたちやってま～す（毎日放送）
- 谷五郎のOH!ハッピーモーニング（ラジオ関西）
- 中村もときの通勤ラジオ（九州朝日放送）
- 柴田・桜井・やすとものスラスラ水曜日（朝日放送） - 通常は東京から電話出演だが、スタジオ出演の場合もあった。

### インターネットテレビ
- 井上公造のスーパー芸能（あっ!とおどろく放送局）- 2007年1月-3月28日

## 著書
- 鏡の中の聖子
- 一瞬で「本音」を聞き出す技術（ダイヤモンド社）